# Lithobius tiasnatensis
Lithobius tiasnatensis är en mångfotingart som beskrevs av Matic 1973. Lithobius tiasnatensis ingår i släktet Lithobius och familjen stenkrypare. Inga underarter finns listade i Catalogue of Life.